# 町奉行
町奉行（まちぶぎょう）とは、江戸時代の職名で、領内の都市部（町方）の行政・司法を担当する役職。幕府だけでなく諸藩もこの役職を設置したが、一般に町奉行とのみ呼ぶ場合は幕府の役職である江戸の町奉行のみを指す。また、江戸以外の天領都市の幕府町奉行は大坂町奉行など地名を冠し遠国奉行と総称する。なお、後北条氏の例のように、江戸時代以前に町奉行という役職が用いられたこともある。

## 江戸幕府
江戸幕府の職名では江戸の町奉行の公称は単に「町奉行」であった。大坂、京都、駿府の町奉行がすべて地名を冠していたのと異なる。
以下では役職としての江戸の町奉行について記述し、また幕府の機関としての江戸の町奉行所についても記述する（以後、特別断りが無い場合、奉行とは町奉行、奉行所とは町奉行所を指す）。

### 奉行職
町奉行は寺社奉行・勘定奉行とあわせて三奉行と称された。町奉行は地方官とされたが他の二奉行と同様に評定所一座の一員でもあった。
基本的に定員は2人。それぞれ北町奉行所と南町奉行所を司ったが、月番制であり南北に管轄を分けていたわけではない。任期の定めはない。ごく初期には大名が任命されていたが、後には旗本が任命された。旗本の町奉行の石高は3000石程度であった。
町奉行は旗本が就く役職としては最高のもの（格式は大目付の方が高い）で、目付から遠国奉行・勘定奉行等を経て司法・民政・財政などの経験を積んだ者が任命された。特に目付を経験していることが重要視された。
町奉行は江戸の民政を担当する役職で、その管轄下において「町触」という法令を出すとともに行政権や裁判権を有した。
その職務は四つ時（午前10時頃）には江戸城に登城し、老中等への報告や打ち合わせ、他の役職者との公用文書の交換等を行い、午後は奉行所で決裁や裁判を行なうと云うもので、江戸の町人地の司法・行政・治安維持を一手に担う役職であったため職務は多忙を極めた。移動の際には駕籠に乗り、25人程度の同心や従者を伴うなどしており、時代劇で見られるような町奉行が一人で現場に赴いたり捜査することは実際にはありえないことだった。また、時代劇では白洲のその場で町奉行が斬首、獄門や遠島を被疑者に言い渡しているが、実際には、町奉行だけの権限で言い渡せる刑罰は、中処払い迄で、重追放（田畑・家屋敷・家財没収の上、武蔵、山城等の十五か国及び東海道筋、木曽路筋への立ち入り禁止）以上の重い刑罰は老中に上申し、採決を待たねばならず（実際には町奉行は奥右筆の吟味方に調書を提出し、奥右筆が公事方御定書や過去の判例を元に判決案を作成する）、老中、更には将軍の最終決裁を経なければ刑の確定は出来ない。裁判は詳細に記録され後の裁判では判例として参照されていたが、関東大震災により多くが焼失した。
町奉行の役宅は奉行所内にあった。激務のため在任中に死去する者も多かった。
町奉行の配下は直属の隠密廻り同心及び、与力と、其の配下の定町廻り同心及び臨時廻り同心である（この隠密・定町・臨時の3つの同心をまとめて三廻と呼ぶ）。他に直に任命した御用聞きの小者が加わる。その他に定町廻り同心が、私的に直に雇う御用聞き、目明かしと、下っ引きが使われている。奉行直属の配下である与力と隠密廻り同心、及び、それぞれの同心は将軍家の家臣（旗本若しくは御家人）であり、実質的な世襲制で奉行所に勤めていた。奉行は老中所轄の旗本であって、与力や同心たちとは直接の主従関係は無かった。奉行と主従関係にあった与力は内与力（うちよりき）と呼ばれ、通常の与力とは区別された。内与力は将軍からは陪臣にあたるので、本来は与力よりは格下であり禄高も低いが、実際には奉行の側近として上席与力の待遇を受ける事が多かった。講談などでは南北奉行所が互いに敵対関係にあり仲が悪かったかのように描写されるが、後述する南北町奉行所の関係（月番制や管轄）からも判る様に、むしろ、奉行の方が余所者であって信頼関係が薄かったとされている。
この為に奉行は与力に夏や冬に反物を贈ったり、業務が多忙な時に出勤した者たちへ湯漬けや鮪を自腹で供したり、火事場への出馬の際には与力や同心の弁当を奉行が自腹で負担する等、与力や同心の歓心を得ようとしていた。また町奉行は2-5年で異動する為（20年近く在職した大岡忠相や18年近く在職した根岸鎮衛等は稀であり例外である）、職務に関する知識を代々受け継いでいる、与力や同心を制御する事が難しく、地位は高いものの職務については配下の与力の言いなりになりがちであったという。

### 奉行所
奉行所として北町奉行所と南町奉行所が設置されたが、これは相対的な位置関係で職務に関しては月番制をとっていたのであり南北に管轄を分けていたわけではない。
なお、1702年（元禄15年）閏8月 - 1719年（享保4年）1月という短い間ではあるが中町奉行所というものも設置された。設置された理由や職務内容はあまり定かではないが、南北町奉行所の補助役として設置されたとされる。

#### 位置
1631年に幕府が町奉行所を建てるまで、町奉行所は、町奉行に任ぜられた者がその邸宅に白州を作ってその職務を執り行っていた。
町奉行所と言う名称は、その役職から来た名であるため、町人たちからは御番所（ごばんしょ）や御役所と呼ばれていた。南町奉行所（南番所）は現在の有楽町マリオン付近に、北町奉行所（北番所）が東京駅の八重洲北口付近に置かれていた。通常奉行所は厳重に警備されていたが年に一度6月7日の中橋天王祭礼のときだけは表門を開いて神輿を迎え入れ、また奉行や与力・同心の家族・親類などが男女問わず奉行所の内部を見学することを許していた。その際見学に訪れる者は着飾った衣服を身に付けていたという。
明治以降、奉行所は取り壊されてしまったが、北（東京駅八重洲口北側付近）・南（有楽町マリオン・有楽町イトシア）の両町奉行所が存在していたとされる場所には、今でも石碑が建っている。ただし、いずれも幕末期における町奉行所の位置であり、文化2年（1805年）以後に固定化された場所に相応している。

#### 組織
与力は南北奉行所に25名ずつ、同心は100名ずついた。50万人の町人の人口に比べると南北合わせて250人程度という非常に少ない人数で治安維持や行政、防災にあたっていたのである。特に、犯罪捜査などの警察業務にあたるのは三廻（定廻、隠密廻、臨時廻）だが、定廻は同心が3-5名程度、隠密廻、臨時廻を加えても南北合わせて30名程度という少人数で江戸の治安維持に当たっていた。このため定廻同心達は自腹で目明し（岡っ引）を雇っていたほか、放火や盗賊については武官の先手組が加役の火付盗賊改方として取締りに当たった。
時代によって職種などは変化したが、概ね以下のような組織になっていた。特に注の無い限り、内与力・三廻以外は、与力-同心という構造になっていた。
- 町奉行
  - 内与力（町奉行の家臣。奉行の秘書役）
  - 年番方（人事・出納・奉行所全体の管理。与力の筆頭格） - 同心
  - 吟味方（訴訟の審理・刑の執行） - 同心
  - 赦帳方・撰要方・人別調掛（恩赦の資料作成、『撰要類集』の編纂、人別調査） - 同心
  - 例繰方（判例の記録と調査） - 同心
  - 本所見廻（本所・深川に関する事柄を担当。江戸初期は本所奉行という独立した役職が担当していた） - 同心
  - 養生所見廻（小石川養生所の管理） - 同心
  - 牢屋敷見廻（伝馬町牢屋敷の取締り。実務は牢屋奉行の配下が担当） - 同心
  - 定橋掛（幕府が普請した橋の維持・管理） - 同心
  - 町会所見廻（市中の町会所の事務管理） - 同心
  - 猿屋町会所見廻（浅草蔵前の札差業務の管理） - 同心
  - 古銅吹所見廻（市中の古銅吹き替え業務の監督） - 同心
  - 高積改（防火のため河岸の荷を監視） - 同心
  - 町火消人足改（町火消の消火活動を指揮） - 同心
  - 風烈見廻（強風時に昼夜巡回。火災の警戒） - 同心
  - 人足寄場定掛（人足寄場の事務監督） - 同心
  - 三廻（同心のみ）
    - 定廻同心（犯罪捜査、犯人の逮捕）
    - 臨時廻同心（定廻同心の補佐）
    - 隠密廻同心（奉行に直属して偵察）

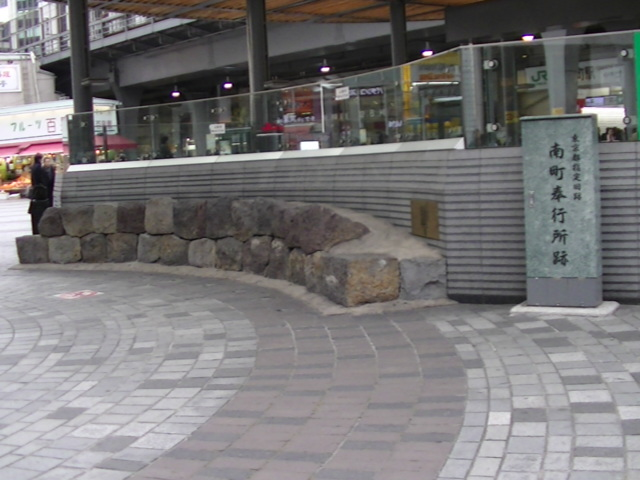
東京都千代田区 JR有楽町駅前 南町奉行所跡碑と、 再開発事業によって出土され再現された石組みの下水溝の一部（2018年11月・北緯35度40分28.4秒 東経139度45分48.3秒）
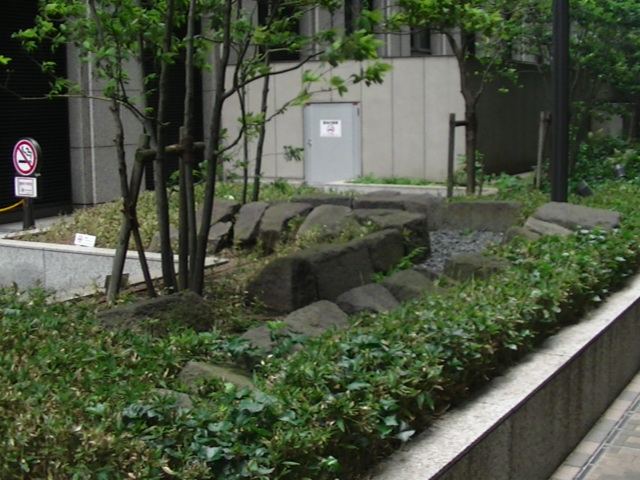
東京都千代田区 丸の内トラストタワーN館前 北町奉行所跡 再開発事業によって出土され再現された石組みの下水溝の一部（2020年5月）

### 職務と管轄
町奉行は「御府内」と呼ばれた江戸の区域のうち町屋敷のある地域を管轄し、町触という法令を出すとともに行政権や裁判権をもつ職であった。
まず御府内については当初区域が曖昧だったため、各所からしばしば幕府に対して問い合わせが行われた。そのため幕府は1818年（文政元年）に「朱引絵図」を作成してその範囲を示した。これにより江戸の範囲が地図上に赤い線（朱引）で正式に定められたが、同時に町奉行の管轄する範囲も黒い線（墨引）で示された。「朱引絵図」によると御府内の範囲は、東は亀戸・小名木、西は角筈・代々木、南は南品川、北は上尾久の辺りまでとされた。これは後の東京15区、即ち市制施行時の東京市の範囲とほぼ一致する。
さらに御府内のうち町奉行が管轄したのは町屋敷のある地域のみで、大名や旗本の支配する武家屋敷や、寺社奉行が支配する寺社領は管轄外であった。明治初期の調査では江戸は6割が武家地、2割が寺社地で、町奉行が管轄した町地は残りの2割だった。
町奉行だけでなく大名や旗本、寺社奉行、代官などと両方の支配を受ける地域を町並地という。1713年（正徳3年）、江戸近郊の代官支配の地域のうち町と名の付く地域が町並地となり、年貢の徴収は代官、犯罪人の身柄の確保は町奉行の管轄となった。また1746年（延享3年）には寺社門前の取り締まりを寺社奉行から町奉行に移管した。

#### 訴訟（月番制）
先述のとおり北町奉行所と南町奉行所は相対的な位置関係で、職務に関しては月番制をとっていたのであり南北に管轄を分けていたわけではない。
月番に当たる町奉行所は大門を開いて新たな訴訟を受け付けた。非番の月になった町奉行所は大門を閉じて脇の小門のみを開け、前月に受理した訴訟の審理などを行った。
また意思疎通を図るため、月番の奉行所に集まって連絡協議を行う内寄合（ないよりあい）という仕組みもあった。
これは民事訴訟の受付を北と南で交替で受理していたことを指すものであり、月番でない奉行所は、月番のときに受理して未処理となっている訴訟の処理等。奉行が職権で開始する刑事事件の処理などの通常業務は、月番であるか否かにかかわらず、常に行われていた。現在で言うところの管轄区域は南北奉行所で分け合ったのではなく、南北双方の奉行所にいた廻り方同心各自に受け持ち地域を指定した。
南北という名称は、奉行所所在地の位置関係によりそう呼ばれていたということであり、南北は正式な呼称ではなく公式には一律で町奉行とのみ呼ばれた。従って1つの奉行所が移転されたことによって、各奉行所間の位置関係が変更されると、移転されなかった奉行所の呼称も変更されることになる。宝永4年（1707年）に本来北町奉行所であった常盤橋門内の役宅が一番南側の数寄屋橋門内に移転した際には、その場所ゆえに南町奉行所と呼ばれるようになり、従来鍛冶橋内にあった南町奉行所が中町奉行所に、同じく呉服橋門内にあった中町奉行所が北町奉行所となった。

#### 商売関係事務
商売関係事務については南北で窓口が分けられており、呉服・木綿・薬種問屋の案件は南町奉行所、書物・酒・廻船・材木問屋の案件は北町奉行所といったようにそれぞれ違う業種を受け持っていた。

#### その他の職務
その他の職務として、老中の命を受けて目付の立ち合いのもと御目見え以下の幕臣または諸藩の家臣の刑事裁判を行った。

### 町奉行の一覧
初期は、北・南の両町奉行が置かれておらず、一つの奉行で成り立っており、正式な町奉行という役職ではなかったが事実上同じ働きを持っていた。正式に町奉行という官職ができたのは、北南町奉行が設置されてからである。また、途中中町奉行が設置されたが、わずか17年で廃止された。
※人名については苗字、官名、諱で記述していく。

#### 一奉行所時代
1. 天野三郎兵衛康景
2. 神田与兵衛政高
3. 岸助兵衛正久
4. 板倉四郎右衛門勝重（天正18年（1590年） - 慶長5年（1600年））
5. 彦坂小刑部元成（彦坂元正）（天正18年（1590年） - 慶長5年（1600年））
6. 青山常陸介忠成（慶長6年（1601年） - 慶長11年（1606年））
7. 内藤修理亮清成（慶長6年（1601年） - 慶長11年（1606年））

#### 北町奉行
1. 米津勘兵衛田政（慶長9年（1604年）3月6日 - 寛永元年（1624年）11月22日）
2. 堀式部少輔直之（寛永8年（1631年）10月5日 - 寛永15年（1638年）1月28日）
3. 酒井因幡守忠知（寛永15年（1638年）5月16日 - 寛永16年（1639年）5月18日）
4. 朝倉石見守在重（寛永16年（1639年）7月18日 - 慶安3年（1650年）11月19日）
5. 石谷左近将監貞清（慶安4年（1651年）6月18日 - 万治2年（1659年）1月28日）
6. 村越長門守吉勝（万治2年（1659年）2月9日 - 寛文7年（1667年）閏2月16日）
7. 島田出雲守守政（寛文7年（1667年）閏2月21日 - 延宝9年（1681年）3月27日）
8. 北条安房守氏平（延宝9年（1681年）4月6日 - 元禄6年（1693年）12月15日）
9. 川口摂津守宗恒（元禄6年（1693年）12月15日 - 元禄11年（1698年）12月1日）
10. 保田越前守宗郷（元禄11年（1698年）12月1日 - 宝永元年（1704年）10月1日）
11. 松野河内守助義（宝永元年（1704年）10月1日 - 宝永4年（1707年）4月22日）
12. 丹羽遠江守長守（宝永4年（1707年）4月22日 - 正徳4年（1714年）1月16日）
13. 中山出雲守時春（正徳4年（1714年）1月28日 - 享保8年（1723年）6月29日）
14. 諏訪美濃守頼篤（享保8年（1723年）7月20日 - 享保16年（1731年）9月19日）
15. 稲生下野守正武（享保16年（1731年）9月19日 - 元文3年（1738年）2月15日）
16. 石河土佐守政朝（元文3年（1738年）2月28日 - 延享元年（1744年）6月11日）
17. 能勢肥後守頼一（延享元年（1744年）6月11日 - 宝暦3年（1753年）3月28日）
18. 依田和泉守政次（宝暦3年（1753年）4月7日 - 明和6年（1769年）8月15日）
19. 曲淵甲斐守景漸（明和6年（1769年）8月15日 - 天明7年（1787年）6月1日）
20. 石河土佐守政武（天明7年（1787年）6月10日 - 9月19日）
21. 柳生主膳正久通（天明7年（1787年）9月27日 - 天明8年（1788年）9月10日）
22. 初鹿野河内守信興（天明8年（1788年）9月10日 - 寛政3年（1791年）12月20日）
23. 小田切土佐守直年（寛政4年（1792年）1月18日 - 文化8年（1811年）4月20日）
24. 永田備後守正道（文化8年（1811年）4月26日 - 文政2年（1819年）4月22日）
25. 榊原主計頭忠之（文政2年（1819年）閏4月1日 - 天保7年（1836年）9月20日）
26. 大草安房守高好（天保7年（1836年）9月20日 - 天保11年（1840年）1月18日）
27. 遠山左衛門尉景元（天保11年（1840年）3月2日 - 天保14年（1843年）2月24日）
28. 阿部遠江守正蔵（天保14年（1843年）2月24日 - 10月1日）
29. 鍋島内匠頭直孝（天保14年（1843年）10月10日 - 嘉永元年（1848年）11月8日）
30. 牧野駿河守成綱（嘉永元年（1848年）11月8日 - 嘉永2年（1849年）7月6日）
31. 井戸対馬守覚弘（嘉永2年（1849年）8月4日 - 安政3年（1856年）11月18日）
32. 跡部甲斐守良弼（安政3年（1856年）11月18日 - 安政5年（1858年）5月24日）
33. 石谷因幡守穆清（安政5年（1858年）5月24日 - 文久2年（1862年）6月5日）
34. 小笠原長門守長常（文久2年（1862年）6月5日 - 10月17日）
35. 浅野備前守長祚（文久2年（1862年）10月17日 - 文久3年（1863年）4月16日）
36. 佐々木信濃守顕発（文久3年（1863年）4月16日 - 4月23日）
37. 阿部越前守正外（文久3年（1863年）4月23日 - 元治元年（1864年）3月4日）
38. 都筑駿河守峯暉（元治元年（1864年）3月14日 - 7月6日）
39. 池田播磨守頼方（元治元年（1864年）7月6日 - 慶応2年（1866年）6月29日）
40. 井上信濃守清直（慶応2年（1866年）6月29日 - 慶応3年（1867年）12月28日）
41. 杉浦武三郎知周（慶応3年（1867年）10月27日 - 慶応4年（1868年）5月2日）
42. 小出大和守秀実（慶応3年（1867年）12月27日 - 慶応4年（1868年）2月16日）
43. 石川河内守利政（慶応4年（1868年）2月17日 - 5月20日）

#### 南町奉行
1. 土屋権右衛門重成（慶長9年（1604年） - 慶長16年（1611年）7月）
2. 島田弾正忠利正（慶長18年（1613年）12月 - 寛永8年（1631年）10月5日）
3. 加賀爪民部少輔忠澄（寛永8年（1631年）10月5日 - 寛永17年（1640年）1月23日）
4. 神尾備前守元勝（寛永17年（1640年）5月18日 - 万治4年（1661年）3月8日）
5. 渡辺大隅守綱貞（万治4年（1661年）4月12日 - 寛文13年（1673年）1月23日）
6. 宮崎若狭守重成（寛文13年（1673年）1月23日 - 延宝8年（1680年）2月23日）
7. 松平隼人正忠冬（延宝8年（1680年）2月26日 - 8月12日）
8. 甲斐庄飛騨守正親（延宝8年（1680年）8月30日 - 元禄3年（1690年）12月13日）
9. 能勢出雲守頼相（元禄3年（1690年）12月23日 - 元禄10年（1697年）4月3日）
10. 松前伊豆守嘉広（元禄10年（1697年）4月14日 - 元禄16年（1703年）11月13日）
11. 林土佐守忠和（元禄16年（1703年）11月15日 - 宝永2年（1705年）1月28日）
12. 坪内能登守定鑑（宝永2年（1705年）4月28日 - 宝永4年（1707年）4月22日）
13. 松野河内守助義（宝永4年（1707年）4月22日- 享保2年（1717年）2月2日）
14. 大岡越前守忠相（享保2年（1717年）2月3日 - 元文元年（1736年）8月12日）
15. 松波筑後守正春（元文元年（1736年）8月12日 - 元文4年（1739年）9月1日）
16. 水野備前守勝彦（元文4年（1739年）9月1日 - 元文5年（1740年）12月3日）
17. 島長門守祥正（元文5年（1740年）12月28日 - 延享3年（1746年）6月15日）
18. 馬場讃岐守尚繁（延享3年（1746年）7月2日 - 寛延3年（1750年）1月26日）
19. 山田肥後守利延（寛延3年（1750年）3月16日 - 宝暦3年（1753年）11月24日）
20. 土屋越前守正方（宝暦3年（1753年）12月24日 - 明和5年（1768年）5月19日）
21. 牧野大隅守成賢（明和5年（1768年）5月26日 - 天明4年（1784年）3月12日）
22. 山村信濃守良旺（天明4年（1784年）3月12日 - 寛政元年（1789年）9月7日）
23. 池田筑後守長恵（寛政元年（1789年）9月7日 - 寛政7年（1795年）6月28日）
24. 坂部能登守広高（寛政7年（1795年）6月28日[20] - 寛政8年（1796年）9月28日）
25. 村上肥後守義礼（寛政8年（1796年）9月28日 - 寛政10年（1798年）10月22日）
26. 根岸肥前守鎮衛（寛政10年（1798年）11月11日 - 文化12年（1815年）11月9日）
27. 岩瀬加賀守氏紀（文化12年（1815年）11月24日 - 文政3年（1820年）2月8日）
28. 荒尾但馬守成章（文政3年（1820年）3月17日 - 文政4年（1821年）1月23日）
29. 筒井和泉守政憲（文政4年（1821年）1月29日 - 天保12年（1841年）4月28日）
30. 矢部駿河守定謙（天保12年（1841年）4月28日 - 12月21日）
31. 鳥居甲斐守忠耀（天保12年（1841年）12月28日 - 天保15年（1844年）9月6日）
32. 跡部能登守良弼（天保15年（1844年）9月15日 - 弘化2年（1845年）3月15日）
33. 遠山左衛門尉景元（弘化2年（1845年）3月15日 - 嘉永5年（1852年）3月24日）
34. 池田播磨守頼方（嘉永5年（1852年）3月30日 - 安政4年（1857年）12月28日）
35. 伊沢美作守政義（安政4年（1857年）12月28日 - 安政5年（1858年）10月9日）
36. 池田播磨守頼方（安政5年（1858年）10月9日 - 文久元年（1861年）5月26日）
37. 黒川備中守盛泰（文久元年（1861年）5月28日 - 文久2年（1862年）閏8月25日）
38. 小栗豊後守忠順（文久2年（1862年）閏8月25日 - 12月1日）
39. 井上信濃守清直（文久2年（1862年）12月1日 - 文久3年（1863年）8月1日）
40. 佐々木信濃守顕発（文久3年（1863年）8月2日 - 元治元年（1864年）6月29日）
41. 松平石見守康直（元治元年（1864年）6月29日 - 11月20日）
42. 有馬出雲守則篤（元治元年（1864年）11月22日 - 12月21日）
43. 根岸肥前守衛奮（元治元年（1864年）12月21日 - 慶応元年（1865年）11月2日）
44. 山口駿河守直毅（慶応元年（1865年）11月2日 - 慶応2年（1866年）8月5日）
45. 有馬阿波守則篤（慶応2年（1866年）8月5日 - 10月24日）
46. 駒井相模守信興（慶応2年（1866年）10月24日 - 慶応4年（1868年）1月5日）
47. 朝比奈甲斐守昌広（慶応3年（1867年）7月4日 - 慶応4年（1868年）1月15日） - 町奉行並
48. 黒川近江守盛泰（慶応4年（1868年）1月10日 - 3月5日）
49. 松浦越中守信寔（慶応4年（1868年）3月5日 - 3月10日）
50. 佐久間鐇五郎信義（慶応4年（1868年）3月25日 - 5月20日） - 官位なし：幕末の混乱のため

#### 中町奉行
1. 丹羽遠江守長守（元禄15年（1702年）閏8月15日 - 宝永4年（1707年）4月22日）
2. 坪内能登守定鑑（宝永4年（1707年）4月22日 - 享保4年（1719年）1月28日）

## 地方諸藩
諸藩にも町奉行の職が置かれることがあった。
町奉行は藩が「町方」として指定した地域を管轄する役職であり、通常は町方の多くは藩庁のある城下町（陣屋町）に限定されたため、町奉行という役職の管轄もそこに限定された。ただし、広島藩における尾道奉行や長州藩の山口奉行・三田尻奉行、新潟上知前の越後長岡藩にあった新潟町奉行のように、藩庁以外にも町方を指定したケースもある。
また柳河藩の寺社町役や戸田氏時代の大垣藩の寺社町奉行のように寺社奉行と統合される藩も存在した。